# Bonifant
Bonifant je lahko:
- Adam Bonifant, igralec
- Berner M. Bonifant, ameriški politik
- Challice L. Bonifant, raziskovalec
- Ian Lambert Bonifant, novozelandski general
- J. Evan Bonifant, ameriški igralec
- Seger Bonifant, ameriški košarkaš